# NGC 1099
NGC 1099 est une très vaste galaxie spirale barrée située dans la constellation de l'Éridan. NGC 1099 a été découverte par l'astronome américain Francis Leavenworth en 1885.

## Caractéristiques
Sa vitesse par rapport au fond diffus cosmologique est de 7 356 ± 17 km/s, ce qui correspond à une distance de Hubble de 108,50 ± 7,60 Mpc (∼354 millions d'al).
À ce jour, une douzaine de mesures non basées sur le décalage vers le rouge (redshift) donnent une distance de 89,658 ± 11,262 Mpc (∼292 millions d'al), ce qui est de justesse à l'intérieur des valeurs de la distance de Hubble. Notons cependant que c'est avec la valeur moyenne des mesures indépendantes, lorsqu'elles existent, que la base de données NASA/IPAC calcule le diamètre d'une galaxie et qu'en conséquence le diamètre de NGC 1099 pourrait être d'environ 97,9 kpc (∼319 000 al) si on utilisait la distance de Hubble pour le calculer. 
La classe de luminosité de NGC 1099 est II et elle renferme également des régions d'hydrogène ionisé.

## Groupe compact de Hickson 21
NGC 1099 fait partie du Groupe compact de Hickson sous l'entrée HCG 21 avec les galaxies NGC 1091, NGC 1092, NGC 1098 et NGC 1100.